# Розате
Роза̀те (на италиански: Rosate, на западноломбардски: Rosàa, Розаа) е градче и община в Северна Италия, провинция Милано, регион Ломбардия. Разположено е на 107 m надморска височина. Населението на общината е 5442 души (към 2010 г.).